# Liharivier
Liharivier (Zweeds – Fins: Lihajoki) is een rivier annex beek, die stroomt in de Zweedse  gemeente Kiruna. De rivier verzorgt de voeding en afwatering van het kleine Lihameer. Ze stroomt naar het zuiden en mondt uit in de Saankirivier. Ze is circa vijf kilometer lang.
Afwatering: Liharivier → Saankirivier →  Lainiorivier → Torne → Botnische Golf